# Charsznica
Charsznica (do czerwca 2004 Charsznica-Wieś) – wieś w Polsce położona w województwie małopolskim, w powiecie miechowskim, w gminie Charsznica.
W latach 1975–1998 miejscowość administracyjnie należała do województwa kieleckiego.

## Toponimia
Nazwa gminy Charsznica powstała od ówczesnej (1973 rok) nazwy siedziby gminy, Miechowa-Charsznicy (Charsznica), nie od wsi Charsznica, której ówczesna nazwa brzmiała Charsznica-Wieś. Obie miejscowości były wsiami. Do oryginalnego nazewnictwa miejscowości powrócono dopiero w czerwcu 2004 roku kiedy to Charsznica stała się ponownie Miechowem-Charsznicą, a Charsznica-Wieś Charsznicą; nazwy gminy jednak nie zmieniono.
Nadal, nazwa Charsznica często utożsamiana jest z sąsiednią wsią Miechów-Charsznica, będącą siedzibą gminy, w której znajduje się stacja kolejowa Charsznica.

## Części wsi
| SIMC    | Nazwa     | Rodzaj    |
| ------- | --------- | --------- |
| 0233425 | Ludwinów  | część wsi |
| 0233431 | Mazurówka | część wsi |

W okolicach wsi wypływa rzeka Uniejówka, dopływ Pilicy.
6 września 1939 roku oddziały Wehrmachtu rozstrzelały 32 miejscowych i okolicznych mieszkańców.

## Osoby związane z miejscowością
- Wojciech Brochwicz-Lewiński (ur. w 1945) – geolog, wiceminister ochrony środowiska, zasobów naturalnych i leśnictwa – główny geolog kraju
- Stanisław Jedynak (1939–2015) – filozof i etyk, profesor Uniwersytetu Marii Curie-Skłodowskiej w Lublinie
- Cezary Kuleszyński (1937–2011) – lekkoatleta, biegacz, mistrz Polski

## Galeria zdjęć

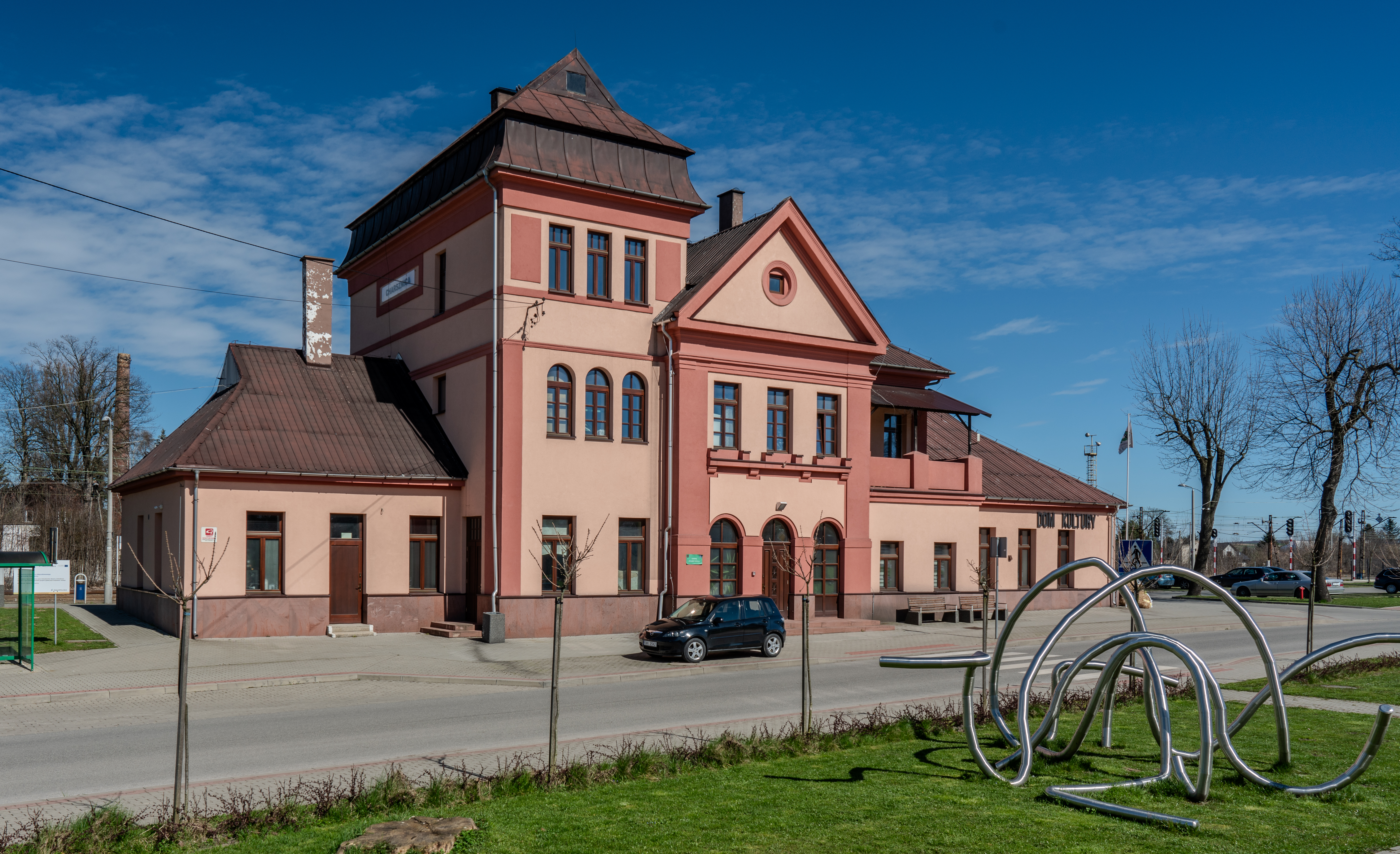
Dworzec kolejowy
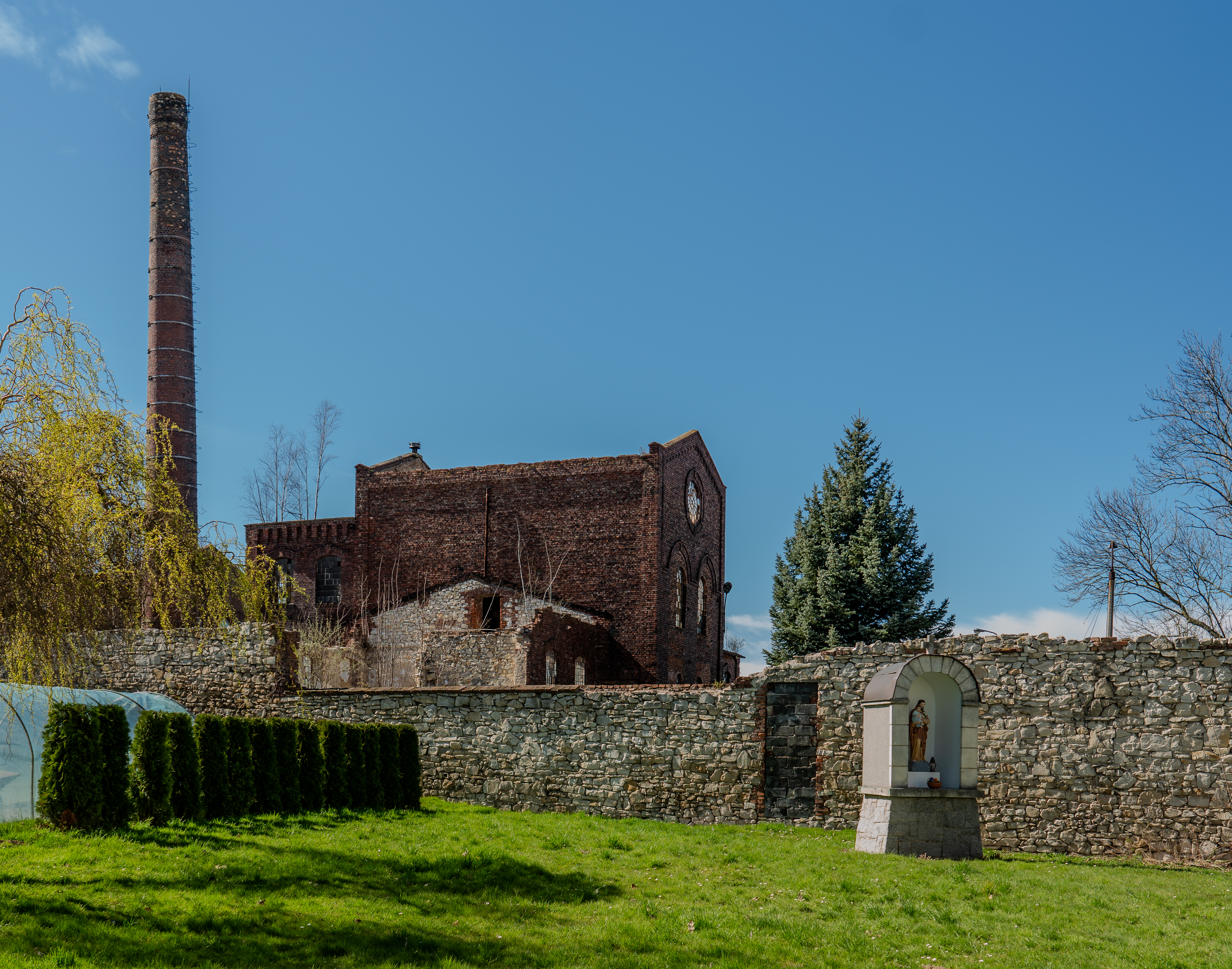
Zabudowa przy ul. Młyńskiej
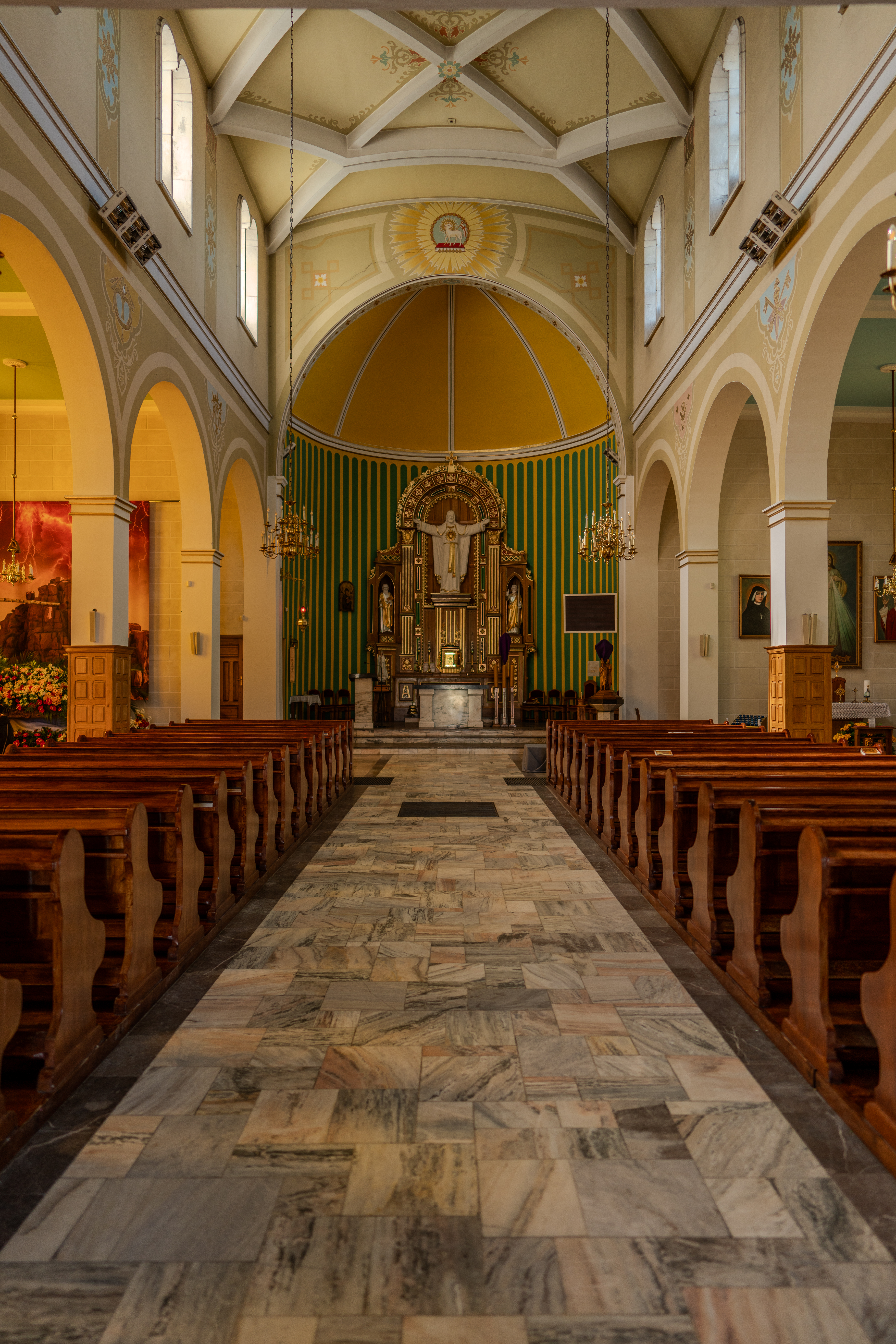
Nawa kościoła